# دبليو دبليو إف ريج إن ذا كيج
دبليو دبليو إف ريج إن ذا كيج هي لعبة فيديو من تطوير شركة سكيلبتيرد سوفت وير ونشرتها شركة أكليم إنترتينمينت وتم إصدارها في أمريكا الشمالية في عام 1993.